# Los Caños de Meca

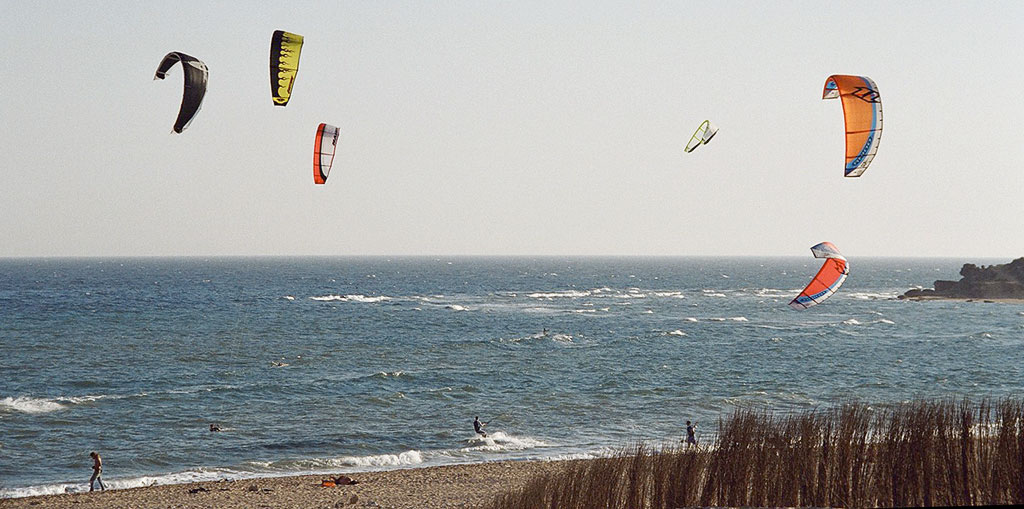
Kitesurfer in der Bucht von Los Caños de Meca

Los Caños de Meca ist ein Ort an der Costa de la Luz. Er liegt im Süden der andalusischen Provinz Cádiz, 40 km südöstlich der gleichnamigen Provinzhauptstadt, am nordwestlichen Ende der Straße von Gibraltar. 
Los Caños schließt östlich an die Landzunge des Kap Trafalgar, vor dem am 21. Oktober 1805 die Schlacht von Trafalgar geschlagen wurde, an. Der breite Sandstrand, die Dünen und vor allem der Wellengang und der auflandig wehende starke Ostwind (Levante) machen die Bucht trotz einiger Steinriffe und starker Meeresströmungen zu einem beliebten Ziel für Kite- und Windsurfer.
Zwischen Los Caños und dem östlichen Nachbarort Barbate erstrecken sich die Pinienwälder sowie die zwei Kilometer lange Steilküste des Naturparks Parque Natural de La Breña y Marismas del Barbate, der eine reichhaltige Flora und Fauna aufweist. Die Klippen erreichen am Wachturm Torre del Tajo aus dem 16. Jahrhundert eine Höhe von bis zu 100 Meter.
Der Name des Ortes Los Caños geht auf die kleinen Grundwasserleiter (Caños), die aus den Klippen hinter dem östlichen Ortsende aus den Steilwänden austreten, zurück. Üppiges Grün hat sich dort, wo das Wasser die Felsen hinab ins Meer rinnt, angesiedelt. Je nach Regenmenge und Jahreszeit können sie zum Wasserfall anwachsen. Am bedeutendsten ist der Caño grande, der hinter einigen kleinen Buchten in der Cala Verde liegt und nur bei Ebbe begehbar ist (Trittsicherheit und Einsatz der Hände erforderlich). 